# Plex venos suboccipital
Plexul venos suboccipital dreneză sângele neoxigenat de pe partea din spate a capului.
Acesta comunică cu plexurile venoase vertebrale externe. Plexurile venoase vertebrale externe sunt amplasate inferior față de regiunea suboccipitală unde se varsă în vena brachiocefalică. Vena occipitală se unește, în formarea plexului, profund în musculatura spatelui și de aici se varsă în jugulară externă.
Plexul înconjoară segmente ale arterei vertebrale.

## Vezi și
- plexuri venoase vertebrale externe
- venă branchiocefalică
- venă jugulară externă